# THIS MORNING
THIS MORNING（）は、平日早朝にJFN系各局をネットして1991年4月から2000年3月まで放送された番組。新聞のラジオ欄では「ジス・モーニング」と表記された。
基本的に自社制作の早朝番組を組まない地方局向けのBラインの番組であるが、一部時間帯でAライン（全国共通番組）が放送された。

## 放送時間
| 期間      | 期間      | 放送時間（JST）           |
| --------- | --------- | ------------------------- |
| 1991.4.1  | 1992.3    | 平日 6:30 - 8:55（145分） |
| 1992.4    | 1997.10.1 | 平日 6:00 - 8:55（175分） |
| 1997.10.2 | 2000.3    | 平日 5:00 - 8:55（205分） |

- 6時50分 - 7時30分と8時 - 8時20分はTOKYO FMからのAライン番組（BIG BANG TOKYO⇒MORNING FREEWAY）を放送するため中断する。
- 各局の編成により飛び乗り、飛び降りは随時行なわれており放送時間は異なる。
- FMAなど、5時台はBライン（THIS MORNING）、6時台からAラインというネット局もあった。

## パーソナリティ
- 渡辺譲二（1991年4月～1992年3月）前番組『FMさわやかスタジオ』からの続投
- 江口三枝子（1992年4月～1995年3月末）6・7時台のみ出演
- 高梨史江[1]
- 岩崎康雄（1995年4月～2000年3月）当初は6・7時台のみの出演であったが、後にフル出演
- 中村こずえ（1998年10月～2000年3月）金曜日6時台のみ出演

## 放送内容（末期のころ）
- 5時台

5:00 オープニング
5:08 ニュース
5:13 今日の予定
5:20 岩崎康雄の今朝の知ったかぶり
5:25 FAX & 手紙紹介
5:30 今朝のナツメロ私の１曲
5:35 マガジンインフォメーション
5:45 スポーツニュース
5:50 FAX & 手紙紹介
5:57 5時台エンディング
- 6時台

6:00 ニュース
6:08 Pick up express (ニューヨークからの入中)
6:18 こずえのモーニングセット（金曜日）
6:25 FAX & 手紙紹介
6:30 気象情報
6:35 電話のコーナー（水曜日はリスナーとの会話であった）
6:45 FAX & 手紙紹介、6時台エンディング
※6:50～7:30までアースコンシャス、モーニオングフリーウェイネットのため中断
- 7時台

7:30 7時台オープニング
7:36 経済３分間
7:44 何でもデータ
7:55 ニュースな一曲
※8:00～8:20（金曜は8:30）または　7：50-8：30などで　Aラインネットや交通情報等
- 8時台

8:20 （FM秋田他 月～木ネット）
8:30 番組ジングル （μFM、石川FM 他ここからネット）
8:40 今朝の芸能欄・スポーツ新聞ピックアップ
8:45 FAX & 手紙紹介
8:52 エンディング
※番組は8:55で終わるが、岩崎は引き続き8時55分のJFNニュースを担当。

## その他
- 番組では半年に1度程度、リスナーに逆電してクイズを出題し、正解すると1万円が当たるクイズ企画を行っていた。
- 岩崎康雄は金曜日の放送前、前枠の番組「林マヤのまんたんミュージック」に出演していたことがあった。
- 1997年10月～1998年3月まで、一部放送局ではTHIS MORNINGを中断して6時 - 6時30分にTOKYO FM制作「DJ赤坂のスタンダード・レディオ」をネットしていた。